# ユニバーサル・スタジオ・ジャパンのスペシャルイベント
ユニバーサル・スタジオ・ジャパンのスペシャルイベントは、これまでにユニバーサル・スタジオ・ジャパンで開催された、または現在開催中のスペシャルイベントの一覧である。 

## スペシャルイベント一覧

### 2001年
- ハリウッド・クリスマス・スペクタキュラー2001（2001年11月2日-12月25日）
- ハリウッド・プレミア・パーティ2002（2001年12月31日-2002年1月1日）

### 2002年
- ウインター・ロックフェスト2002（2002年1月12日-3月17日）
  - レジェンド・イン・コンサート
- 1st アニバーサリー ピントレーディング（2002年3月18日-4月26日）
- ハリウッド・ハロウィーン2002（2002年9月25日-11月2日）
  - 恐怖のスタジオ・ツアー
  - ハムナプトラ2 トゥーム・オブ・テラー
- ハリウッド・クリスマス・スペクタキュラー2002（2002年11月9日-12月25日）
  - クリスマスタイム・マジック
- ハリウッド・プレミア・パーティ2003（2002年12月31日-2003年1月1日）

### 2003年
- ウインター・ロックフェスト2003（2003年1月1日-3月16日）
  - レジェンド・イン・コンサート
- 2ndアニバーサリー ユニバーサル・ピン・トレーディング2（2003年3月17日-4月20日）
- ハリウッド・ハロウィーン2003（2003年9月5日-11月3日）
  - ビートルジュースのホーンテッド・ビート
  - スヌーピーのパンプキン・パーティ
  - チャーリー・ブラウンのハロウィーン・アカデミー
- ウォーターワールド・スペシャルショー（2003年9月26日-10月10日）【⇒USJスペシャルショー】
- ハリウッド・クリスマス・スペクタキュラー2003（2003年11月7日-12月25日）
  - クリスマスタイム・マジック
  - セサミストリートのクリスマス・シング・アロング
  - セサミストリートのクリスマス・ツリー・ライティング・セレブレーション
- ハリウッド・プレミア・パーティ2004（2003年12月31日-2004年1月1日）

### 2004年
- 3rd アニバーサリー ユニバーサル・ピン・トレーディング3（2004年3月31日-4月9日）
- GLAY EXPO 2004 in UNIVERSAL STUDIOS JAPAN “THE FRUSTRATED”（2004年7月30日-7月31日）
- ハリウッド・ハロウィーン2004（2004年9月9日-10月31日）
  - ビートルジュースのホーンテッド・ビート
  - スヌーピーのパンプキン・パーティ
  - チャーリー・ブラウンのハロウィーン・アカデミー
- ウォーターワールド・スペシャルショー2004（2004年9月10日-10月11日）【⇒USJスペシャルショー】
- ハリウッド・クリスマス・スペクタキュラー2004（2004年11月6日-12月25日）
  - クリスマスタイム・マジック
  - セサミストリートのクリスマス・シング・アロング
  - セサミストリートのクリスマス・ツリー・ライティング・セレブレーション
  - ユニバーサル・スーパー・クリスマスツリー・ライティング・モーメント
- ハリウッド・プレミア・パーティー2005（2004年12月31日-2005年1月1日）

### 2005年
- ユニバーサル・ピン・トレーディング 4（2005年3月19日-3月31日）
- キャラクターワンダーイヤー・グランドオープニング
  - ハッピー・ハーモニー・セレブレーション（2005年4月14日-8月28日）
  - 鋼の錬金術師 プレミアツアー（2005年3月19日-5月8日）
- ユニバーサル・サマー・バケーション
  - ロイヤル・スウィート・ウエディング（2005年7月14日-9月4日）
- ウォーターワールド・スペシャルショー2005（2005年7月29日-8月29日）【⇒USJスペシャルショー】
- ユニバーサル・ワンダー・ハロウィーン（2005年9月8日-10月31日）
  - ビートルジュースのホーンテッド・ビート
  - スヌーピーのマジカル・ショー
- モンスター・ライブ・レビューショー 〜おぉー恋とは、はかなきものよ〜（2005年9月23日-10月31日）【⇒USJスペシャルショー】
- ユニバーサル・ワンダー・クリスマス（2005年11月3日-12月25日）
  - クリスマスタイム・マジック
  - ハッピー・ハーモニー・セレブレーション・クリスマスバージョン
  - ホワイト・クリスマス・キャロル
- ユニバーサル・カウントダウン・パーティー2006（2005年12月31日-2006年1月1日）
- スヌーピーのニューイヤー・ウィッシュ（2005年12月26日-2006年1月31日）
  - スヌーピーのニューイヤー・ウィッシュショー

### 2006年
- アジアDays in ユニバーサル・スタジオ・ジャパン（2006年1月20日-2月11日）
  - スヌーピーのチャイニーズ・ニューイヤー・セレブレーション
- 5周年イベント
  - ハッピー・ハーモニー・セレブレーション 5周年スペシャル（2006年3月9日-8月20日）
  - ACCESS! FM802 UNIVERSAL STUDIOS JAPAN 5th ANNIVERSARY LIVE SPARK（2006年3月18日-4月16日）
  - ユニバーサル・ピン・トレーディング 5（2006年3月21日-3月31日）
- 超パーク版ケロロ軍曹『ケロロタウン in ユニバーサル・スタジオ・ジャパン』であります!（2006年3月3日-3月31日）
- モンスター・ライブ・レビューショー 〜リボーン!!!〜（2006年4月22日-6月4日）
- ウォーターワールド・スペシャルショー・ファイナル（2006年7月29日-8月27日）【⇒USJスペシャルショー】
- ユニバーサル・ワンダー・ハロウィーン（2006年9月7日-10月31日）
  - ソルシエ
- T.M.Revolution Special Day in Universal Studio Japan（2006年9月19日）
- ユニバーサル・ワンダー・クリスマス（2006年11月3日-12月25日）
  - ハッピー・ハーモニー・セレブレーション 5周年スペシャル
  - ホワイト・クリスマス・キャロル
- モンスター・ライブ・レビューショー・ファイナル 〜片思いの輪舞曲〜（2006年10月21日-12月27日 全39回公演）【⇒USJスペシャルショー】
- EDGE LIVE in Universal Studios Japan 〜5th Anniversary Special〜（2006年11月4日）
- ユニバーサル・カウントダウン・パーティ2007（2006年12月31日-2007年1月1日）
  - ユニバーサル・スタジオ・モーション・ピクチャーマジック
- ニューイヤー・ウィッシュ 2007(2006年12月26日-2007年1月31日）
  - セサミストリートのニューイヤー・ウィッシュ
  - ハッピー・ホリデー・ライティング（2007年1月8日まで）

### 2007年
- ユニバーサル・バレンタイン（2007年2月1日-2月28日）
  - LOVEライブ「バー・バレンタイン」
- ユニバーサル・ピン・トレーディング 6（2007年3月21日-3月31日）
- スパイダーマン3 ムービー・フェスティバル（2007年4月19日-7月1日）
- トト&フレンズ プレミアショー（2007年4月21日-6月24日 全24回公演）【⇒USJスペシャルショー】
- ハッピー・ハーモニー・セレブレーション ドリーム・オブ・フレンズ（2007年3月9日-8月19日）
- シュレック3 スペシャルイベント（2007年6月7日-8月31日）
- ユニバーサル・ウォーター・パレード（2007年7月12日-9月2日）
- ワンピース・プレミアショー（2007年7月27日-9月2日 全31公演）【⇒USJスペシャルショー】
- ユニバーサル・ワンダー・ハロウィーン（2007年9月11日-10月31日）
  - ソルシエ
  - トリック・オア・トリート
  - ハロウィーン仮装フォト&ビデオコンテスト
  - ハロウィーン・マーチ
  - マクドナルドのドナルド・フォト・オポチュニティ
- モンスター・ライブ・プレミアショー 〜VAMPIRES-M子の夢-鏡の中の私〜（2007年10月20日-12月25日の特定日）【⇒USJスペシャルショー】
- ドリーム・フラワー・プレゼント（2007年9月15日-2008年3月16日の特定日）
- ユニバーサル・ワンダー・クリスマス（2007年11月8日-2008年1月6日）
  - サンタのトイ・パーティー
  - ホワイト・クリスマス・キャロル
- EDGE LIVE in Universal Studios Japan（2007年11月10日-2007年11月11日）
- たまごっちおたんじょーびすぺしゃる（2007年11月17日-2008年1月6日）
- ユニバーサル・カウントダウン・パーティー2008（2007年12月31日-2008年1月1日）

### 2008年
- ユニバーサル・バレンタイン（2008年1月17日-2008年3月2日）
  - バー・バレンタイン
- ハッピー・ハーモニー・セレブレーション ドリーム・オブ・フレンズ（2008年4月25日-2008年6月29日）
  - グッバイ・ハッピー・ハーモニー・セレブレーション・スペシャル・グリーティング（2008年4月25日-2008年6月15日）
  - グッバイ・ハッピー・ハーモニー・セレブレーション・グリーティング・パレード（2008年6月16日-2008年6月29日）
- ユニバーサル・ウォーター・パレード（2008年7月10日-8月31日）
- NARUTO-ナルト-疾風伝プレミアショー（2008年7月19日-8月31日）【⇒USJスペシャルショー】
- JAPAN DANCE DELIGHT After PARTY in UNIVERSAL STUDIOS JAPAN（2008年8月31日）
- ユニバーサル・ワンダー・ハロウィーン（2008年9月4日-11月3日）
  - ハロウィン・キャラクター・パレード
  - トリック・オア・トリート
  - ハロウィーン・マーチ
  - ハロウィーン・スペシャル・ナイト
- ユニバーサル・ワンダー・クリスマス（2008年11月6日-2009年1月6日）
  - サンタのトイ・パーティー
  - 天使のくれた奇跡
- モンスター・ライブ・プレミアショー Message 〜伝えたい言葉〜（11月21日-12月25日）【⇒USJスペシャルショー】
- ユニバーサル・カウントダウン・パーティー2009（2008年12月31日-2009年1月1日）

### 2009年
- ユニバーサル・バレンタイン（2009年1月15日-3月1日）
- E.T. アドベンチャーザ・レジェンド（2009年7月18日-2010年2月28日）
- MTV White Day Special Live with 東方神起（3月14日）
- ナイトミュージアム2公開記念スペシャルイベント（2009年8月6日-16日）
- VAMPS LIVE 2009 at USJ（2009年8月19日-8月23日）
- 24時間テレビ 愛は地球を救う USJドリームウィーパー（2009年8月29日-30日）
- ユニバーサル・サマーバケーション（2009年7月19日-8月31日）
  - ウォーター・ストリート・パーティー
  - NARUTO疾風伝カカシの鈴をさがせ
- NARUTO-ナルト-疾風伝プレミアショー‘09 〜里への想い〜（2009年7月19日-8月31日）【⇒USJスペシャルショー】
- ユニバーサル・マジカル・ハロウィーン（2009年9月3日-11月3日）
  - エルモのハロウィーン・オーディション
  - ハロウィーン・キャラクター・パレード
  - ハロウィーン・マーチ
  - トリック・オア・トリート
  - ハロウィーン・スペシャル・ナイト
  - Fit`sダンスコンテスト
- ユニバーサル・ワンダー・クリスマス（2009年11月5日-2010年1月6日）
  - ハッピー・スノー・パーティ
  - 天使のくれた奇跡
  - クリスマス・ジョイ
  - サンタ・トイ・ソルジャーズ
- プレミアショーオールスター・クリスマス会（2009年11月21日-12月25日）【⇒USJスペシャルショー】
- 年賀状スタジオ（11月7日・14日・21日・22日・23日・28日・12月5日・12日・19日・23日）
- 加藤ミリヤ&清水翔太 "SKY HIGH" ジョイントライブ2009＠ユニバーサル・スタジオ・ジャパン（12月27日）
- ユニバーサル・カウントダウン・パーティー2010（2009年12月31日-2010年1月1日）

### 2010年
- ユニバーサル・バレンタイン (2010年1月14日-3月14日）
  - ジャイケル・マクソンinUSJ（2010年1月29日）
  - バレンタインデースペシャルナイト（2010年2月14日）
- MTV Spring Break Live at Universal Studio Japan（3月22日）
- チャン・グンソク ASIA TOUR in UNIVERSAL STUDIO JAPAN（5月30日）
- チャン・ヒョク with LOVE in UNIVERSAL STUDIOS JAPAN（6月6日）
- 国連の友Asia-Pacific Global Tolerance with Music 2010 at ユニバーサル・スタジオ・ジャパン～音楽の力で寛容を尊ぶ世界を実現する!～（7月23日-7月25日）
- 24時間テレビ33 愛は地球を救う USJドリームウィーパー（2010年8月28日-8月29日）
- ユニバーサル・サマー・アドベンチャー（2010年7月7日-8月31日）
  - ウォーター・ストリート・パーティー
  - ワンピース・アドベンチャーラリー
  - ジュラシック・アドベンチャー
  - ジョーズ 子ども船長
- ワンピース・プレミアショー2010（2010年7月17日-8月31日）【⇒USJスペシャルショー】
- ユニバーサル・ハロウィーン・カーニバル（2010年9月7日-11月3日）
  - パレード・デ・カーニバル
  - ハロウィーン・マーチ
  - トリック・オア・トリート
  - ハロウィーン・スペシャル・ナイト
- ユニバーサル・ワンダー・クリスマス（2010年11月9日-2011年1月10日）
  - ハッピー・スノー・パーティ
  - 天使のくれた奇跡
  - クリスマス・ジョイ
  - サンタ・トイ・ソルジャーズ
- 年賀状スタジオ（11月6日・7日・13日・14日・20日・21日・23日・27日・28日・12月4日・5日・11日・12日・18日・19日・23日）
- ”清水翔太” Xmas Live at Universal Studios Japan（12月19日）
- 茅原実里「Minori Chihara Christmas Party 2010 at Universal Studios Japan」（12月25日）
- ユニバーサル・カウントダウン・パーティー2011（2010年12月31日-2011年1月1日）

### 2011年
- ユニバーサル・モーション・ピクチャー・マジック（2011年2月28日-7月6日）
- 10周年記念イベント（2011年3月3日-2012年4月8日）
- ドリームズ・アー・ユニバーサル（2011年3月3日-2012年4月8日）
- 24時間テレビ33 愛は地球を救う USJドリームウィーパー（2011年8月20日-8月21日)
- ハッピー・サプライズ・サマー（2011年7月7日-9月4日)
  - ウォーター・サプライズ・パーティ
  - ジュラシック・パーク・ザ・ライド〜スーパー・ウェット・タイム〜
  - ワンピース・プレミア・サマー
    - ワンピース・プレミアショー2011【⇒USJスペシャルショー】
    - サンジの海賊レストラン
- モンスターハンター・ザ・リアル（2011年8月2日-10月2日)
- ユニバーサル・サプライズ・ハロウィーン（2011年9月6日-11月3日)
  - パレード・デ・カーニバル
  - ハロウィーン・マーチ
  - トリック・オア・トリート
  - ハロウィーン・ホラー・ナイト（en:Halloween Horror Nights）
- ユニバーサル・ワンダー・クリスマス（2011年11月8日-2012年1月9日)
  - ハッピー・スノー・パーティ
  - フォーエバー・ラブ・クリスマス
  - クリスマス・ジョイ
  - サンタ・トイ・ソルジャーズ
- 年賀状スタジオ（11月19日・20日・26日・27日・12月10日・11日・17日・18日）
- モンスター・ライブ・プレミアショー2011 少年アリス・イン・ワンダーランド（11月23日-12月25日）【⇒USJスペシャルショー】
- けいおん! in ユニバーサル・スタジオ・ジャパン®（11月28日-12月31日）
- ユニバーサル・カウントダウン・パーティー2012（2011年12月31日-2012年1月1日）

### 2012年
- ザ・マミー・ミュージアム〜ハムナプトラ 神々の呪い〜（2012年4月28日-7月8日）
- L'Arc〜en〜Ciel 20th L'Anniversary WORLD TOUR 2012 THE FINAL at USJ（2012年5月19日-5月20日）
- ハッピー・サプライズ・サマー（2012年7月7日-9月9日)
  - ウォーター・サプライズ・パーティ
  - ワンピース・プレミア・サマー
    - ワンピース・プレミアショー2012【⇒USJスペシャルショー】
    - サンジの海賊レストラン
- モンスターハンター・ザ・リアル 2012（2012年7月20日-9月30日)
- ユニバーサル・サプライズ・ハロウィーン（2012年9月14日-11月11日)
  - パレード・デ・カーニバル
  - トリック・オア・トリート
  - ハロウィーン・ホラー・ナイト
    - アンブレラ社〜t-ウイルス・エスケープ〜
    - バイオハザード〜ラクーンシティ〜
    - ジェイソンのブラッド・ダイナー
    - ザ・マミー・ミュージアム〜ハムナプトラ 神々の呪い〜2
    - ディーコンのスケアリー・バックステージ
    - ホラー・アトラクション
      - ゾンビストリート（ニューヨーク、サンフランシスコ、ジュラシック・パーク、アミティ・ビレッジ）
      - スペース・ファンタジー・ザ・ライド〜イン・ザ・ダーク〜
      - ハリウッド・ドリーム・ザ・ライド〜ホーンテッド・BGM〜
      - ジョーズ〜ザ・ゴースト・ボート〜
- ユニバーサル・ワンダー・クリスマス（2012年11月16日-2013年1月7日)
  - ハッピー・スノー・パーティ
  - 天使のくれた奇跡 II 〜The Song of an Angel〜
  - クリスマス・ジョイ
  - サンタ・トイ・ソルジャーズ
- ユニバーサル・カウントダウン・パーティー2013（2012年12月31日-2013年1月1日）

### 2013年
- ソナーポケット New Year SPECIAL LIVE in UNIVERSAL STUDIOS JAPAN（1月12日）
- ユニバーサル・イースター・セレブレーション（2013年3月15日-6月30日）
  - ユニバーサル・レインボー・サーカス
  - エッグ・ハント・ラリー
- 2NE1 SUPER LIVE 2013 in UNIVERSAL STUDIOS IN JAPAN（5月11日）
- INFINITE JAPAN SPECIAL EVENT “Welcome To Our Dream” 2013 in UNIVERSAL STUDIOS JAPAN（5月18日-19日）
- 加藤ミリヤ&清水翔太 LIVE in ユニバーサル・スタジオ・ジャパン（5月26日）
- ハリウッド・ドリーム・ザ・ライド〜バックドロップ〜 - 当初は7月7日までの予定だったが、好評に伴い9月30日まで延長され、最終的にレギュラー・アトラクション化された。
- ウォーター・サプライズ・パーティ（7月5日-9月8日）
- ワンピース・プレミア・サマー（7月5日-9月8日）
  - ワンピース・プレミアショー 2013【⇒USJスペシャルショー】
  - サンジの海賊レストラン
- バイオハザード・ザ・リアル（7月19日-11月10日）
- ATARU in UNIVERSAL STUDIOS JAPAN（8月1日-9月30日）
  - ANOTHER MISSION -マドカからの挑戦状-
- B1A4 Summer Live 2013 in UNIVERSAL STUDIOS JAPAN（8月17日）
- イ・スンギ Summer Show 2013 in UNIVERSAL STUDIOS JAPAN（8月31日）
- ユニバーサル・サプライズ・ハロウィーン（9月13日-11月10日）
  - パレード・デ・カーニバル
  - スカウト・デ・カーニバル
  - ワンダー・トリック・オア・トリート
  - ハロウィーン・ホラー・ナイト
    - ストリート・ゾンビ
      - ゾンビ・モブ

    - ホラー・ナイト・メイズ
      - バイオハザード・ザ・リアル
      - ジェイソンのブラッド・ダイナー2
      - ザ・マミー・ミュージアム〜ハムナプトラ 神々の呪い〜3

    - 貞子〜呪われたアトラクション〜
      - ジョーズ
      - ジュラシック・パーク・ザ・ライド
      - ターミネーター2:3-D
      - スペース・ファンタジー・ザ・ライド
      - バックドラフト

    - 貞子〜呪われたレストラン〜
      - ハピネス・カフェ

    - ダークレストラン〜恐怖の晩餐会〜
- 2PM Xmas LIVE 2013 in UNIVERSAL STUDIOS JAPAN（11月23日-24日）
- ユニバーサル・ワンダー・クリスマス（11月16日-2014年1月7日)
  - サンタのトイ・マーチ
  - 天使のくれた奇跡 II 〜The Song of an Angel〜
  - Joy of Ligths
  - サンタのクリスマス音楽会
- ユニバーサル・カウントダウン・パーティー2014（12月31日-2014年1月1日）

### 2014年
- モンスターハンター・ザ・リアル 2014（2月1日-5月11日）
- ユニバーサル・イースター・セレブレーション（3月8日-6月30日）
- ワンピース・プレミア・イヤー（2014年3月8日-）
  - ワンピース・プレミアショー 2014 春【⇒USJスペシャルショー】（3月8日-5月11日）
  - ワンピース・プレミアショー 2014 夏【⇒USJスペシャルショー】（7月4日-9月30日）
  - ワンピース・サマーアドベンチャー（7月4日-9月7日）
    - ワンピース・ウォーターバトル

  - サンジの海賊レストラン
  - 麦わらの一味の宴レストラン
- ハッピー・サプライズ・サマー 2014（7月4日-9月7日）
  - ウォーター・サプライズ・パーティ
- バイオハザード・ザ・リアル2（8月8日-11月9日）
- ユニバーサル・サプライズ・ハロウィーン（9月12日-11月9日）
  - パレード・デ・カーニバル
  - スカウト・デ・カーニバル
  - ワンダー・トリック・オア・トリート
  - ハロウィーン・ホラー・ナイト
    - ストリート・ゾンビ
      - ゾンビ・モブ

    - ウォークスルー・メイズ
      - バイオハザード・ザ・リアル2
      - ジェイソンのブラッド・ダイナー3
      - チャッキーのホラー・ファクトリー

    - 呪怨〜呪われたアトラクション〜
      - ジュラシック・パーク・ザ・ライド
      - バック・トゥ・ザ・フューチャー・ザ・ライド

    - 貞子〜呪われたアトラクション〜
      - ターミネーター2:3-D
      - スペース・ファンタジー・ザ・ライド
      - バックドラフト

    - 貞子〜呪われたレストラン〜
      - ハピネス・カフェ

    - ダークレストラン〜恐怖の晩餐会〜
- ユニバーサル・ワンダー・クリスマス（11月14日-2015年1月6日）
  - サンタのトイ・マーチ
  - 天使のくれた奇跡 II 〜The Song of an Angel〜
  - Joy of Ligths 〜世界一のツリーのしらべ〜
- 倖田來未「KODA KUMI Xmas LIVE 2014 in UNIVERSAL STUDIOS JAPAN」（11月15日）
- ユニバーサル・カウントダウン・パーティー2015（12月31日-2015年1月1日）

### 2015年
- 2PM New Year LIVE 2015 at UNIVERSAL STUDIOS JAPAN（2015年1月10日-11日）
- ユニバーサル・クールジャパン（1月23日-6月28日） - 当初は5月10日までだったが、好評により延長された。
  - エヴァンゲリオン・ザ・リアル 4-D
  - 進撃の巨人・ザ・リアル
    - 女型の巨人 捕獲作戦 〜ウォークスルー・アトラクション〜

  - バイオハザード・ザ・エスケープ
  - モンスターハンター・ザ・リアル
    - リアル・アイルー
- ユニバーサル・イースター・セレブレーション（3月6日-6月30日）
- ゴールデンボンバー LIVE 2015 at UNIVERSAL STUSIOS JAPAN（5月16日 グラマシーパーク）
- E-girls LIVE 2015 at UNIVERSAL STUSIOS JAPAN（6月14日 グラマシーパーク）
- HERO at ユニバーサル・スタジオ・ジャパン（7月3日-9月6日）
- ウォーター・サプライズ・パーティ（7月3日-9月6日）
- ワンピース・プレミア・サマー（7月3日-9月6日）
- 妖怪ウォッチ・ザ・リアル（7月3日-10月12日） - 当初は9月6日までだったが延長された。
- バイオハザード・ザ・リアル3（7月3日-11月8日）
- 倖田來未「Koda Kumi 15th Anniversary LIVE at UNIVERSAL STUDIOS JAPAN」（2015年9月5日）
- ユニバーサル・サプライズ・ハロウィーン（2015年9月11日-11月8日）
  - パレード・デ・カーニバル
  - コスチューム・パーティ　#仮装で熱狂
  - トリック・オア・トリート
  - ハロウィーン・ホラー・ナイト
    - ストリート・ゾンビ
      - ゾンビ・モブ

    - ホラー・メイズ
      - バイオハザード・ザ・リアル3
      - エイリアンvs.プレデター
      - エルム街の悪夢 〜THE NIGHT KILLER〜
      - チャッキーのホラー・ファクトリー2
      - トラウマ 〜最恐実験病棟〜

    - 学校の怪談〜呪われたアトラクション〜
      - ユニバーサル・シネマ4-D

    - 呪怨〜呪われたアトラクション〜
      - バック・トゥ・ザ・フューチャー・ザ・ライド

    - 貞子〜呪われたアトラクション〜
      - ターミネーター2:3-D
      - スペース・ファンタジー・ザ・ライド
      - バックドラフト
- ユニバーサル・ワンダー・クリスマス（11月13日-2016年1月6日）
  - サンタのトイ・マーチ
  - 天使のくれた奇跡 Ⅲ 〜The Voice of an Angel〜
  - Joy of Ligths 〜世界一のツリーのしらべ〜
- 妖怪ウォッチ・ザ・リアル2（11月13日-2016年1月13日）
- ユニバーサル・カウントダウン・パーティー2016（12月31日-2016年1月1日）

### 2016年
- ユニバーサル・クール・ジャパン2016（1月15日-6月26日）
  - きゃりーぱみゅぱみゅ XRライド
  - エヴァンゲリオン・ザ・リアル 4-D　2.0
  - 進撃の巨人・ザ・リアル２
  - バイオハザード・ザ・エスケープ２
  - モンスターハンター・ザ・リアル
    - リアル・アイルー
- BOYS AND MEN 大阪春の陣at UNIVERSAL STUDIOS JAPAN（5月8日）
- AKB48グループ選抜 やり過ぎサマーLive at ユニバーサル・スタジオ・ジャパン（6月2日）
- ウォーター・サプライズ・パーティ（6月27日-9月4日）
- ユニバーサル・妖怪ウォッチ・ザ・フェスティバル（7月1日-9月4日）
  - 妖怪ウォッチ・ザ・リアル３
  - ようかい体操・ザ・リアル
- ユニバーサル・ジャンプ・サマー（7月1日-9月4日）
  - ワンピース・プレミア・サマー
  - ドラゴンボールZ・ザ・リアル 4-D
  - デスノート・ザ・エスケープ
  - ユニバーサル・ジャンプ・エキシビション
- AKB48グループ「やり過ぎ！サマーシアター」（7月21日-9月4日）1日2～3公演がパーク内「ステージ14」にて全112回公演。
- ユニバーサル・サプライズ・ハロウィーン（9月9日-11月6日）
  - リボーン・パーティ　#仮装で熱狂
  - "やりすぎ"トリック・オア・トリート
  - ハロウィーン・ホラー・ナイト
    - ストリート・ゾンビ
      - ゾンビ・モブ

    - ホラー・メイズ
      - エクソシスト～悪魔祓いの館～
      - エルム街の悪夢 〜THE MAZE 2〜
      - 祟 TATARI　～生き人形の呪い～
      - チャッキーのホラー・ファクトリー3
      - トラウマ２ 〜最恐実験病棟〜

    - 学校の怪談〜呪われたアトラクション〜
      - ユニバーサル・シネマ4-D
      - バックドラフト

    - 貞子〜呪われたアトラクション〜
      - ターミネーター2:3-D
- ザ・ウィザーディング・ワールド・オブ・ハリーポッター ハロウィンVer.（9月14日-11月6日）
  - デス・イーター・アタック
  - マジカル・トリック・オア・トリート
- ユニバーサル・妖怪ウォッチ・ザ・フェスティバル（10月7日-2017年1月9日）
  - 妖怪ウォッチ・ザ・リアル4
  - ようかい体操・ザ・リアル - 好評につき2018年3月31日まで延長中
- ユニバーサル・ワンダー・クリスマス（11月11日-2017年1月9日）
  - 天使のくれた奇跡 Ⅲ 〜The Voice of an Angel〜
  - Joy of Ligths 〜世界一のツリーのしらべ〜
  - サンタのマジカル・サプライズ
- ザ・ウィザーディング・ワールド・オブ・ハリーポッター クリスマスVer.（11月18日-2017年1月9日）
- 妖怪ウォッチ・ザ・リアル４（11月11日-2017年1月9日）
- 倖田來未「KODA KUMI Xmas LIVE 2016 at ユニバーサル・スタジオ・ジャパン」（11月20日）
- ユニバーサル・クールジャパン2017「戦国・ザ・リアル at 大阪城」（12月16日-2017年3月12日）
- ユニバーサル・カウントダウン・パーティー2017（12月31日-2017年1月1日）

### 2017年
- 乃木坂46 SPECIAL LIVE 2017 at UNIVERSAL STUDIOS JAPAN（1月8日-1月9日）
- ユニバーサル・クールジャパン 2017（1月13日-6月25日）
  - ゴジラ・ザ・リアル 4-D
  - エヴァンゲリオン XRライド
  - 進撃の巨人・ザ・リアル 4-D:2
  - モンスターハンター・ザ・リアル
  - 名探偵コナン・ザ・エスケープ
- ドラゴンクエスト・ザ・リアル（3月17日-9月3日）
- AAA SPECIAL LIVE 2017 at UNIVERSAL STUDIO JAPAN（3月19日）
- エクスペクト・パトローナム・ナイト・ショー（4月21日-11月5日）
- AKB48グループ選抜「限界突破」ライブ at UNIVERSAL STUDIOS JAPAN（6月3日）
- UNIVERSAL STUDIOS JAPAN "DREAM PROJECT 2017"（6月25日-2018年1月8日）
  - ハリウッド・ドリーム・ザ・ライド「大阪LOVER〜special edition for USJ〜」期間限定復活
  - スペース・ファンタジー・ザ・ライド with DREAMS COME TRUE
- ユニバーサル・サマー・フェスティバル（6月30日-9月3日）
- ハチャメチャ・サマーナイト・パーティ2017（6月30日-9月3日）
- ユニバーサル・ジャンプ・サマー（6月30日-10月1日）
  - ユニバーサル・スタジオ・ジャパン×ワンピース 10周年
    - ワンピース・プレミアショー（会場 ウォーターワールド、上演時間 約75分、6月30日(金)～10月1日(日) 計84回予定、ただし9月30日（土）と10月1日（日）はシステム不具合で上演中止、チケットは払戻し[1]）

  - ドラゴンボールZ・ザ・リアル 4-D at 超天下一武道会
  - ジョジョの奇妙な冒険・ザ・リアル 4-D DIOの世界
  - 銀魂ライブ・トーク
- AKB48グループ選抜「限界突破」プレミア・シアターライブ at UNIVERSAL STUDIOS JAPAN（7月22日）
- ユニバーサル・サプライズ・ハロウィーン（9月8日-11月5日）
  - フェスタ・デ・パレード
  - ハッピー・トリック・オア・トリート
  - ハロウィーン・ホラー・ナイト
    - ストリート・ゾンビ
      - ゾンビ・モブ

    - ホラー・メイズ
      - デッドマンズ・フォレスト 〜死の森からの脱出〜
      - カルト・オブ・チャッキー 〜チャッキーの狂気病棟〜
      - エルム街の悪夢・ザ・メイズ3
      - エクソシスト 〜悪魔祓いの館〜
      - トラウマ3 〜最悪監禁実験室〜

    - 学校の怪談〜呪われたアトラクション〜
      - ユニバーサル・シネマ4-D

    - 貞子〜呪われたアトラクション〜
      - ターミネーター2:3-D
- ユニバーサル・ワンダー・クリスマス（11月10日-2018年1月8日）
  - 天使のくれた奇跡 III ～The Voice of an Angel～
  - ミニオン・ハチャメチャ・クリスマス・パーティー
- 倖田來未「KODA KUMI SPECIAL LIVE at UNIVERSAL STUDIOS JAPAN」（11月26日）
- ユニバーサル・カウントダウン・パーティー2018（12月31日-2018年1月1日）

### 2018年
- HYDE主宰 HALLOWEEN PARTY×ユニバーサル・サプライズ･ハロウィーン2018（2018年10月6日-7日）

### 2019年
- 倖田來未「KODA KUMI SPECIAL LIVE 2019 at UNIVERSAL STUDIOS JAPAN」（2019年4月6日）
- ベリーグッドマン 超好感祭 2019～あなたとベリグでユニバーサル・スタジオ・ジャパン！～（9月28日-29日）

### 2023年
- NO LIMIT! パレード
- スーパーマリオ・パワーアップ・サマー
- 「ユニ春！ライブ2023」（学生限定の特典付きチケットやパーク貸切などの、期間限定キャンペーン「ユニ春」のイベント）
  - YOASOBI at UNIVERSAL STUDIOS JAPAN（3月11日）
  - 櫻坂46 at UNIVERSAL STUDIOS JAPAN（3月12日）
  - Little Glee Monster at UNIVERSAL STUDIOS JAPAN（3月25日）
  - NiziU at UNIVERSAL STUDIOS JAPAN（3月26日）

### 2024年
- 鬼滅の刃 XRライド ～夢を駆ける無限列車～（2月1日 - 6月9日）[2]
- ユニ春 2024（2月1日 - 4月7日）
  - ユニ春！ ライブ2024
    - LiSA（2月24日）
    - NiziU（2月25日）
    - 緑黄色社会（3月2日）
    - 日向坂46（3月9日）
    - ＝LOVE（3月10日）
- PLAY WILD! チャレンジ
  - 東京・増上寺特設会場（2月15日 - 2月16日）
  - 名古屋・Hisaya-odori Park（久屋大通公園）内特設会場（2月22日 - 2月23日）
  - 福岡・福岡タワー前特設会場（3月7日 - 3月8日）
- ユニバーサル・クールジャパン 2024
- ユニバーサル・イースター・セレブレーション 2024（3月8日 - 6月30日）[3][4]
  - ゴー！ ゴー！ イースター・マーチ
  - ミニオン・メチャカワ・イースター・グリーティング
  - ミニオン・ハッピー・イースター・グリーティング
  - ユニバーサル・ワンダーランド・ファン・ファン・ミュージック
- NO LIMIT! ミュージック・フェスティバル[5]
  - パワー・オブ・ポップ～ワールド・ツアー～（3月8日 - 2025年2月2日）
  - ユニバーサル・ワンダ－ランド・ファン・ファン・ミュージック（3月8日 - 2025年1月5日）
  - ジュラシック・パーク・ダイナソー・ミート ＆ グリート（3月8日 - 2025年1月5日）
  - クロミ・ライブ（3月15日 - 2025年1月19日）
  - ストリートサイド・シンフォニー（3月20日 - 2025年1月5日）
- 名探偵コナン 4-D ライブ・ショー 〜星空の宝石〜（3月22日 - ）[6]
- NO LIMIT!“ぶっとび政策”『超家族専用車両 ～USJにつくまでだって、冒険です！～』（3月26日）[7]
- 絶叫調(ぜっきょうちょう)！～人生には思いっきり叫ぶ日が必要だ。～（5月7日 - 6月30日）
  - 超！ ハッピーアワー
- ジュラシック・パーク ～ザ・シークレット・ミッション～（5月23日 - ）
- Thanks Love Month 2024（5月9日 - 6月16日）
  - サンクス・ラブ・グリーティング
  - 「サンクス・ラブ・ステッカー」無料配布
  - サンクス・ラブ・フラワーショップ ～ありがとうに、きっかけを～
    - 和泉市立横山小学校
    - 大村中央産婦人科
    - イオンモール豊川（6月16日）
- チャリティ・ディナー・ショー『UNIVERSAL WONDER NIGHT』（6月8日）
- NO LIMIT! サマー 2024（7月3日 - 9月1日）
  - NO LIMIT! サマー・スプラッシュ・パレード
  - NO LIMIT! サマーダンスナイトwith HYBE JAPAN（7月3日 - 8月22日、7月は土日祝のみ開催〈7月3日を除く〉）
    - SEVENTEEN ×ハリウッド・ドリーム・ザ・ライド（7月3日 - 9月5日）

  - メガ・クール・ゾーン
- ワンピース・プレミア・サマー 2024（7月3日 - 10月7日）
  - ワンピース・プレミアショー 2024
  - サンジの海賊レストラン
  - ワンピース×ハリウッド・ドリーム・ザ・ライド
- 鬼滅の刃 XRライド ～刀鍛冶の里を疾走せよ～（7月19日 - 2025年1月5日）
  - 刀鍛冶の里 ひょっとこ亭
  - 鬼滅の刃 柱稽古編×ハリウッド・ドリーム・ザ・ライド
- 『ウィザーディング・ワールド・オブ・ハリー・ポッター』10周年
  - ホグワーツ・キャッスルウォーク（7月15日 - 12月31日）
  - デス・イーター ～ホグズミードの危機～（9月6日 - 11月4日）
  - ホグワーツ・マジカル・ナイト ～ウインター・マジック～（11月20日 - 2025年1月5日）
- バック・トゥ・ホグワーツ（9月1日）
- ハロウィーン・イベント 2024
  - ハハハ！ ハロウィーン・パーティ（9月5日 - 11月4日）
    - ポケモン・ジャンピン・ハロウィーン・パーティ
    - ポケモン・チャージアップ！ ハロウィーン・グリーティング
    - ユニバーサル・ワンダーランド・ファン・ファン・ミュージック
    - ミニオン・モンスターズ・グリーティング
    - マイメロディ＆クロミのハッピー・ハロウィーン・グリーティング
    - パーク中で「トリック・オア・トリート」
    - 大人だってトリック・オア・トリート！

  - ハロウィーン・ホラー・ナイト（9月6日 - 11月4日）
    - ストリート・ゾンビ
    - ゾンビ・デ・ダンス
    - ハミクマ・シャウト・イット・アウト・パーティ
    - チェンソーマン・ザ・カオス 4-D
      - チェンソーマン×ハリウッド・ドリーム・ザ・ライド

    - バイオハザード・ナイト・オブ・ヒーローズ
    - チャッキーズ・カーニバル・オブ・カオス ～チャッキーの血塗られた祭典～
    - 「Ado」×ハリウッド・ドリーム・ザ・ライド
    - 死んでも写るのdeath！ ハミクマ・グリーティング・フォト

  - ハロウィーン・ホラー・ナイト ～オールナイト～（10月18日）
- コミュニティキッズ・プログラム ～大阪：此花区クリーンアップ・ツアー 2024～（10月12日）
- ユニバーサル・スタジオ・ジャパン＆三井住友カード小学生向け・金融教育ワークショップ（10月14日）
- NO LIMIT ! クリスマス 2024（11月20日 - 2025年1月5日）
  - フロスティーズ・エレクトリック・スノー・パーティ
  - NO LIMIT! パーティ・ツリー
  - パワー・オブ・ポップ～クリスマス・ホリデー・ハートビート～
  - ユニバーサル・ワンダーランド・ファン・ファン・ミュージック
  - ミニオン・ジングル・ベロ―・ミート ＆ グリート
- NO LIMIT! カウントダウン 2025（12月31日 - 2025年1月1日）

### 2025年
- ユニバーサル・クールジャパン 2025
  - 名探偵コナン・ワールド（1月31日 - 6月30日）[8][9]
    - 名探偵コナン・ザ・エスケープ ～残像の序幕（プロローグ）～
    - 名探偵コナン・ミステリー・レストラン
    - 名探偵コナン×ストーリー・ライド ～標的の絶叫車両（スリルコースター）～
    - 名探偵コナン・クイズラリー × LINE

  - 東野圭吾原作『マスカレード』シリーズ「狙われた仮面舞踏会」（1月24日 - 6月30日）[10]
- ユニ春 2025（2月1日 - 4月6日）[11]
  - ユニ春！ライブ 2025[12]
    - sumika（2月15日）
    - 櫻坂46（2月16日）
    - NEXZ（3月8日）
    - NiziU（3月9日）
- ドラえもん 4-D アート・アドベンチャー 〜のび太の絵世界物語〜（2月14日 - 8月17日）[13]
- ユニバーサル・イースター・セレブレーション 2025（3月7日 - 6月29日）[14][15]
  - GO! GO! イースター・マーチ
  - ミニオン・メチャカワ・イースター・グリーティング
  - ユニバーサル・ワンダーランド ～レッツ・ロック・トゥギャザー！～

- ウィキッド・セレブレーション（3月7日 - ）[16][17]
  - ウィキッド ～オズの魔女たち～（3月7日 - 12月31日）
  - ウィキッド ～衣装特別展示～（2025年3月 - 〈予定〉）

- ジュラシック・ワールド・ジャーニー（3月14日 - 8月31日）[18][19]
  - ジュラシック・ワールド・ラプター・アラート
  - ジュラシック・ワールド・ディノ・エンカウンター
  - ジュラシック・ワールド・ベイビー・ディノ・アドベンチャー
  - ジュラシック・ワールド・ミッション・ウォーク